# Robert Manzon
Robert Manzon (Marseille, Francuska, 12. travnja 1917. – Francuska, 19. siječnja 2015.) je bio francuski vozač automobilističkih utrka.
Mehaničar po zanimanju, Manzon je počeo s utrkivanjem nakon završetka Drugog svjetskog rata, a 1948. se pridružio Gordiniju. U Formuli 1 je nastupao od 1950. do 1956., a najbolji rezultat su mu dva 3. mjesta na VN Belgije 1952. i VN Francuske 1954. Pobijedio je na VN Napulja 1956., utrci Formule 1 koja se nije bodovala za prvenstvo. Bio je posljednji živući vozač koji je sudjelovao u prvenstvu Formule 1 1950.

## Vanjske poveznice
- Robert Manzon - Stats F1